# Zostera morska
Zostera morska, tasiemnica morska (Zostera marina L.) – gatunek rośliny z rodziny zosterowatych (Zosteraceae). Występuje dziko na morskich wybrzeżach Afryki, Ameryki Północnej, Azji i Europy. W Polsce rośnie na wybrzeżu. 

## Morfologia
ŁodygaPłożąca się.
LiścieRozmieszczone w dwóch szeregach, wstęgowate, zaokrąglone na szczycie, do 1 m długości i 3-8 mm szerokości.
KwiatyObupłciowe, zebrane w spłaszczone, jednostronne kłosy. Kłos w czasie kwitnienia zamknięty pochwą liściową najwyższego liścia. Pyłek nitkowaty.

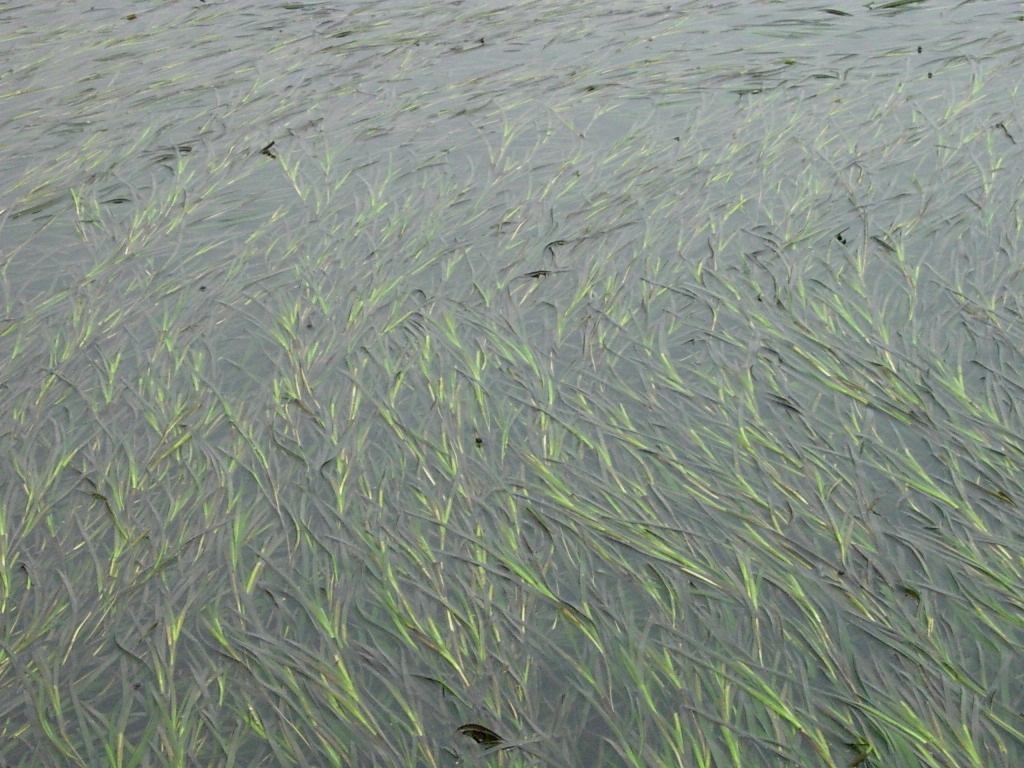
Pokrój
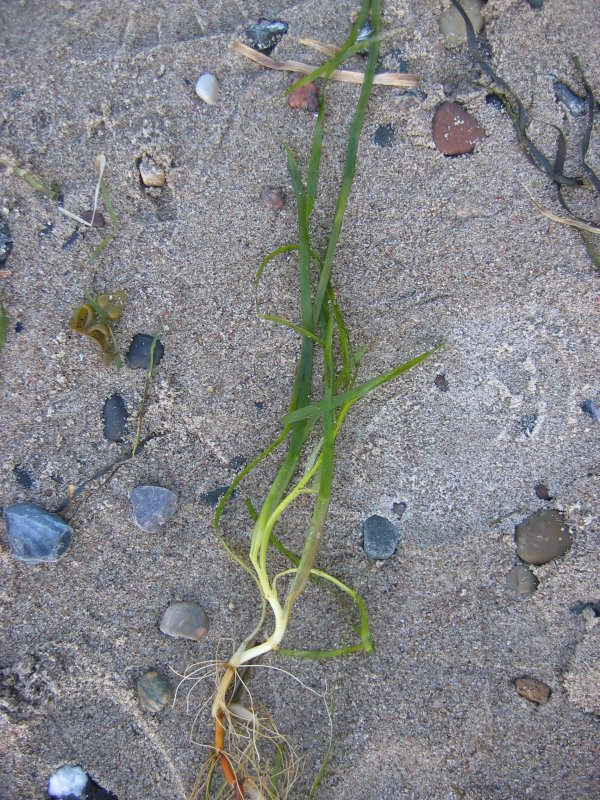
Pokrój
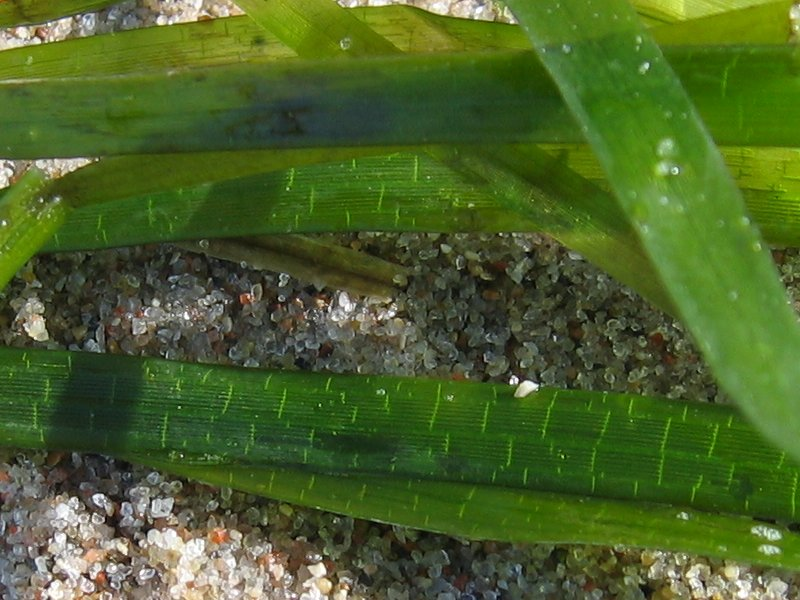
Liście
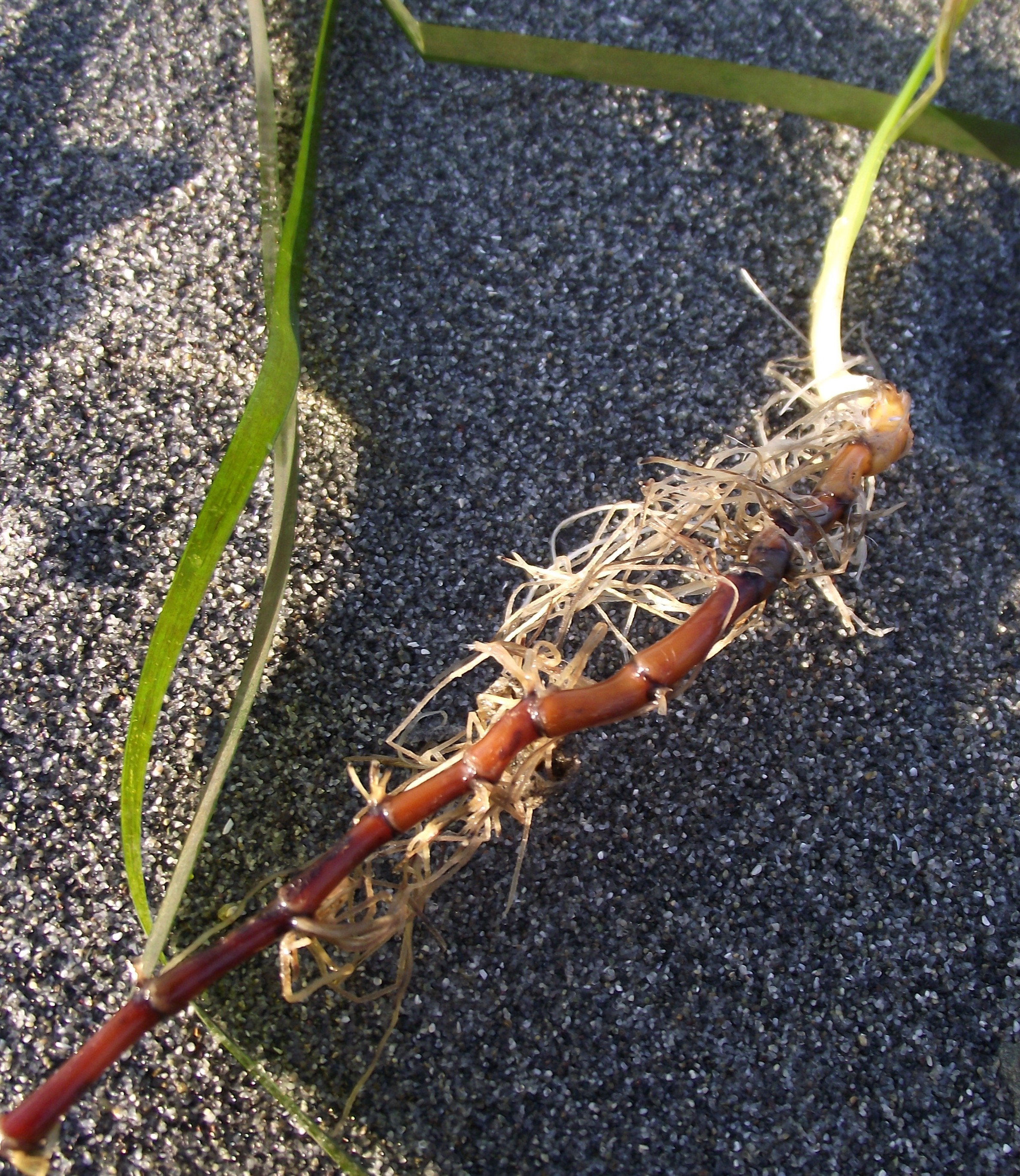
Kłącze

## Biologia i ekologia
Bylina, hydrofit. Rośnie w wodzie morskiej. Kwitnie od czerwca do sierpnia. Gatunek charakterystyczny klasy Zosteretea marinae. Liczba chromosomów 2n = 12.

## Ewolucja
Gatunek powstał na wybrzeżach Wysp Japońskich, gdzie jest centrum różnorodności rodzaju. Stamtąd za pośrednictwem prądu północnopacyficznego rozprzestrzenił się na zachodnie wybrzeża Ameryki Północnej.  Prawdopodobnie kolonizacja tego wybrzeża miała miejsce kilkukrotnie, a dzisiejsze populacje na południu i północy różnią się genetycznie. Następnie przedostał się przez Ocean Arktyczny do północnego Atlantyku, co szacuje się na ok. 243 tysięcy lat temu. Zasiedlenie Morza Śródziemnego szacuje się na 44 tysięcy lat temu, a bardziej północnych regionów atlantyckich na czas od ustępowania zlodowacenia Wisły, tj. od ok. 19 tysięcy lat. Populacje atlantyckie są znacznie bardziej jednorodne genetycznie niż pacyficzne i mają mniej powiązań ekologicznych z innymi organizmami.

## Zagrożenia i ochrona
Roślina objęta ochroną gatunkową w Polsce na podstawie Rozporządzenia Ministra Środowiska z dnia 9 października 2014 r. w sprawie ochrony gatunkowej roślin. Umieszczona jest na Czerwonej liście roślin i grzybów Polski (2006) w grupie gatunków wymierających (kategoria zagrożenia: E). W wydaniu z 2016 roku otrzymała kategorię VU (narażony).

## Zastosowanie
- Wysuszone liście są w tapicerstwie używane do wyścielania mebli[15].
- Liście są używane jako pasza dla koni[15].
- Z liści wyrabia się klej roślinny[15].

## Udział w kulturze
N. H. Moldenke, A. L. Moldenke (znawcy roślin biblijnych) są zdania, że zostera morska pasuje do opisu rośliny z Księgi Jonasza (2,6). W hebrajskim tekście opisana jest ona słowem sûp, w Biblii Tysiąclecia przetłumaczono to jako sitowie.